# Annika Billstam

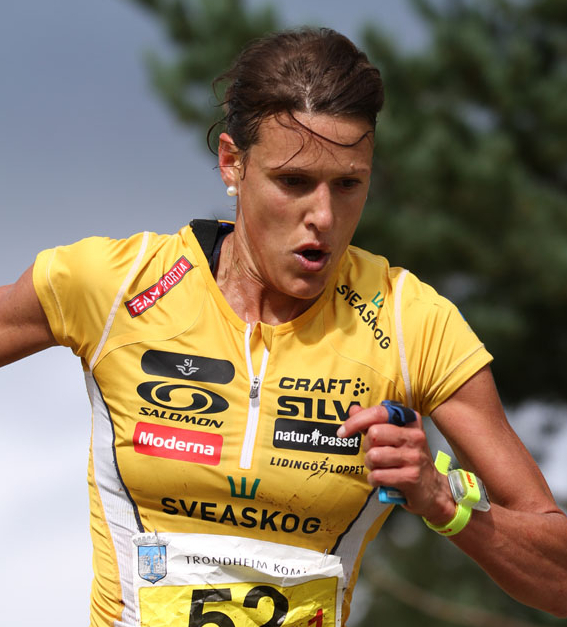
Annika Billstam (2010)

Annika Elisabet Billstam (* 8. März 1976 in Uppsala) ist eine schwedische Orientierungsläuferin. 

## Laufbahn
Billstam schaffte erst 2007 den Sprung in den ersten Nationalkader, weshalb sie schon 31 Jahre alt war, als sie erstmals an einer Weltmeisterschaft an den Start ging. Dafür gewann sie auf Anhieb mit der Staffel (mit Emma Engstrand und Helena Jansson) eine Silbermedaille. 2008 wurde sie Weltmeisterschaftsdritte auf der Langdistanz, nur geschlagen von Dana Brožková aus Tschechien und Marianne Andersen aus Norwegen. Auch mit der Staffel erreichte sie Platz drei, ebenso wie 2010. Bei den Weltmeisterschaften 2011 in Frankreich wurde sie schließlich Weltmeisterin auf der Langdistanz. Mit der Staffel gewann sie zum dritten Mal Bronze.
2012 gewann sie mit der Staffel auch bei den Europameisterschaften in Schweden die Bronzemedaille. Auf der Mittel- und Langdistanz erreichte sie die Platzierungen fünf und sechs. Die Weltmeisterschaften 2012 in Lausanne schloss sie mit zwei Bronzemedaillen und einer Silbermedaille mit der Staffel ab, in der sie mit Helena Jansson und Tove Alexandersson lief. Im Sprint wurde sie hinter der Schweizerin Simone Niggli-Luder und der Dänin Maja Alm Dritte, im Langdistanzrennen musste sie sich Niggli-Luder und der Finnin Minna Kauppi geschlagen geben.
Im Sprintrennen der World Games 2013 in Kolumbien gewann Billstam die Goldmedaille vor Anne Margrethe Hausken Nordberg aus Norwegen und Maja Alm. Bei den Weltmeisterschaften im gleichen Jahr im finnischen Vuokatti gewann sie hinter Niggli-Luder Silber im Sprint. 2014 feierte sie in Italien ihren zweiten Weltmeistertitel nach einem Erfolg auf der Mitteldistanz vor der Dänin Ida Bobach. Mit der Staffel gewann sie ein weiteres Mal Bronze.  
Billstams Mutterklub ist der Järfälla OK. Zwischen 2002 und 2007 startete sie für den Verein OK Linné, 2008 bis 2011 für den IFK Lidingö und seitdem wieder für Linné. Billstam arbeitet als Landschaftsarchitektin.

## Platzierungen
| | Weltmeisterschaften | Weltmeisterschaften | Weltmeisterschaften | Weltmeisterschaften |  | Europameisterschaften | Europameisterschaften | Europameisterschaften | Europameisterschaften |  | World Games | World Games | World Games |  | Nord. Meisterschaften | Nord. Meisterschaften | Nord. Meisterschaften | Nord. Meisterschaften |  | Schwed. Meisterschaften | Schwed. Meisterschaften | Schwed. Meisterschaften | Schwed. Meisterschaften | Schwed. Meisterschaften | Schwed. Meisterschaften | Schwed. Meisterschaften |  | GWC |
| Jahr | Sp                  | MD                  | LD                  | St                  |  | Sp                    | MD                    | LD                    | St                    |  | Sp          | MD          | St          |  | Sp                    | MD                    | LD                    | St                    |  | Sp                      | MD                      | LD                      | Kl                      | UL                      | N                       | St                      |  | GWC |
| --- | ------------------- | ------------------- | ------------------- | ------------------- |  | --------------------- | --------------------- | --------------------- | --------------------- |  | ----------- | ----------- | ----------- |  | --------------------- | --------------------- | --------------------- | --------------------- |  | ----------------------- | ----------------------- | ----------------------- | ----------------------- | ----------------------- | ----------------------- | ----------------------- |  | --- |
| 2001 |                     |                     |                     |                     |  |                       |                       |                       |                       |  |             |             |             |  |                       |                       |                       |                       |  |                         |                         | 24.                     | 16.                     |                         |                         | 36.                     |  |     |
| 2002 |                     |                     |                     |                     |  |                       |                       |                       |                       |  |             |             |             |  |                       |                       |                       |                       |  |                         |                         | 30.                     |                         |                         |                         |                         |  | 82. |
| 2003 |                     |                     |                     |                     |  |                       |                       |                       |                       |  |             |             |             |  | 23.                   | 21.                   | 37.                   |                       |  |                         |                         | 24.                     | 12.                     |                         | 8.                      | 1.                      |  |     |
| 2004 |                     |                     |                     |                     |  |                       |                       |                       |                       |  |             |             |             |  |                       |                       |                       |                       |  | 8.                      |                         | 5.                      |                         |                         |                         |                         |  |     |
| 2005 |                     |                     |                     |                     |  |                       |                       |                       |                       |  |             |             |             |  | 25.                   | 17.                   | 13.                   | 10.                   |  | 7.                      | 35.                     |                         |                         | 9.                      |                         | 4.                      |  | 26. |
| 2006 |                     |                     |                     |                     |  |                       |                       |                       |                       |  |             |             |             |  |                       |                       |                       |                       |  |                         | 3.                      | 6.                      |                         |                         |                         | 2.                      |  | 57. |
| 2007 |                     | 30.                 |                     | 2.                  |  |                       |                       |                       |                       |  |             |             |             |  |                       | 5.                    | 9.                    | 7.                    |  | 10.                     | 2.                      | 5.                      |                         | 10.                     |                         | 3.                      |  | 16. |
| 2008 |                     |                     | 3.                  | 3.                  |  |                       | 17.                   | 9.                    |                       |  |             |             |             |  |                       |                       |                       |                       |  | 13.                     | 8.                      | 6.                      |                         | 3.                      |                         | 4.                      |  | 4.  |
| 2009 |                     |                     | 11.                 |                     |  |                       |                       |                       |                       |  |             |             |             |  |                       | 48.                   |                       |                       |  |                         | 29.                     |                         |                         |                         |                         | 10.                     |  | 70. |
| 2010 |                     | 5.                  | 11.                 | 3.                  |  |                       |                       |                       |                       |  |             |             |             |  |                       |                       |                       |                       |  |                         | 4.                      |                         |                         | 1.                      | 5.                      | 2.                      |  | 10. |
| 2011 |                     | 9.                  | 1.                  | 3.                  |  |                       |                       |                       |                       |  |             |             |             |  |                       |                       |                       |                       |  | 3.                      |                         | 2.                      |                         |                         |                         | 1.                      |  | 4.  |
| 2012 | 3.                  | 6.                  | 3.                  | 2.                  |  |                       | 6.                    | 5.                    | 3.                    |  |             |             |             |  |                       |                       |                       |                       |  |                         |                         |                         |                         |                         |                         |                         |  | 7.  |
| 2013 | 2.                  | 6.                  |                     | 4.                  |  |                       |                       |                       |                       |  | 1.          | 6.          | dsq.        |  |                       |                       |                       |                       |  |                         |                         |                         |                         |                         |                         |                         |  | 3.  |
| 2014 |                     | 1.                  | 6.                  | 3.                  |  |                       |                       |                       |                       |  |             |             |             |  |                       |                       |                       |                       |  |                         |                         |                         |                         |                         | 3.                      |                         |  |     |
| Erklärung: GWC = Gesamt-Weltcup / Sp = Sprint , MD = Mitteldistanz, LD = Langdistanz, Kl = Klassische Distanz, E = Einzelwettbewerb , St = Staffel, UL = Ultralang, N = Nacht |                     |                     |                     |                     |  |                       |                       |                       |                       |  |             |             |             |  |                       |                       |                       |                       |  |                         |                         |                         |                         |                         |                         |                         |  |     |